# 羅遵殿
羅 遵殿（ら じゅんでん、Luo Zundian、1798年 ‐ 1860年）は、清末の官僚。字は澹村、号は問雲。安徽省宿松県出身。
1835年に進士となった。直隷省の南楽・唐山・清苑などの知県を務めて実績をあげ、浙江省湖州知府、ついで杭州知府に抜擢された。浙江省では盗賊退治で評価を高めた。その後、湖北安襄鄖荊道となり団練を組織した。
1852年、太平天国が武昌を陥落させると、土匪の郭大安がこれに呼応しようとしたが、羅遵殿はこれを捕えて斬った。翌年、按察使代理となった。捻軍が襄陽・樊城をうかがうと襄陽の防備を固めた。この働きに対し湖広総督張亮基は咸豊帝に羅遵殿は民心をよく得ていると賞賛の上奏を行った。1956年、遊民たちが飢民たちをそそのかして乱をおこしたが、羅遵殿は防御を固め、援軍を待ってこれを大破した。盗賊は飢えと寒さから発生するものだとして、義倉を70ヶ所設置し、堤防を修築する事業を行った。1858年、湖北布政使となったが、当時の巡撫の胡林翼は清廉な羅遵殿を重用した。翌年、福建巡撫に任命されるが、任地に赴かないうちに浙江巡撫を命じられた。
1860年2月、太平天国軍が独松関より杭州に迫った。湖南省より蕭翰慶と李元度の軍が救援に赴いたが、蕭翰慶は戦死し、李元度は道を阻まれて前進できなかった。救援は来ず、兵が少ない状況では外に打って出ることができなかった。こうして杭州は陥落し、羅遵殿は毒を仰いで自殺した。
死後、壮節の諡号が贈られた。 